# Jardins
Jardins é uma região na zona oeste  do município brasileiro de São Paulo. Compreende as ruas de quatro bairros nobres, todos pertencentes à Subprefeitura de Pinheiros: Jardim Paulista e Jardim América no distrito de Jardim Paulista; e Jardim Europa e Jardim Paulistano no distrito de Pinheiros além de certos trechos de Cerqueira César, localizados na área sul à Avenida Paulista, que também são considerados como parte integrante da região.
Popularmente e em algumas reportagens a região é erroneamente considerada como pertencente à Zona Sul de São Paulo porém é administrada pela Subprefeitura de Pinheiros, sendo oficialmente integrada à Zona Oeste.
A região riscada por 28 ruas é uma das mais nobres regiões do município, se destacando pela excelente qualidade e quantidade de serviços e comércios que são encontrados por ali. São inúmeros restaurantes bem cotados em guias gastronômicos e bares que dão vida do bairro, tanto no período diurno quanto noturno. Há também uma forte tradição de lojas de rua na região, com destaque para a famosa Rua Oscar Freire, internacionalmente reconhecida, e o seu comércio de luxo. Tem como limites a Avenida Paulista, a Rua Estados Unidos e a Avenida 9 de Julho ou, para muitos, a Brigadeiro Luís Antônio e a Rebouças.

## História

### Denominação
O fenômeno das regiões não-oficiais não se restringe aos Jardins. Quando há uma contiguidade entre bairros de mesma caracteristica seja por aspectos: arquitetônicos (bairro-jardim), históricos (áreas antigas e mais velhas das cidades), culturais (bairro gay ou bairro étnico), religiosos (Judiaria), comerciais (distrito comercial) e econômicos (bairros nobres, milionários e bilionários) ou por abrigar instituições destinadas a um publico-alvo (bairro gay, cidade universitária e bairro hipster), temos a criação dessas áreas, dentre elas temos: o Barrio Norte e os sub-bairros de Palermo em Buenos Aires, Argentina e o Triângulo de Platina em Los Angeles e as Billionaire's Rows (Alas dos Bilionários), localizadas ao redor do globo.

### Origem urbanística
A origem urbanística dos bairros-jardins em São Paulo remonta ao início do século XX, através do Jardim América (bairro mais velho da região), criado a partir de um loteamento feito pela Companhia City of S. Paulo Improvements and Freehold Land Co. Ltda. (do qual Horácio Sabino, dono das terras da Paulista em direção ao Rio Pinheiros na época) e projeto urbanístico do inglês Barry Parker que também planejou o primeiro bairro-jardim de Londres. O projeto baseava-se no conceito de cidade-jardim e pretendia concentrar residências de alto padrão. A empresa impôs em contrato que os fechamentos dos terrenos para a rua deveriam ser baixos, afastados uns dos outros para que não pudessem impedir a visão dos imóveis. As obras foram iniciadas em 1913 e finalizadas em 1929. Industriais, políticos, famílias tradicionais da elite e profissionais liberais bem-sucedidos passaram a procurar lotes para construir suas residências, onde poderiam esbanjar e usufruir de sua riqueza.
O Jardim América recebeu este nome pois Horácio Sabino, antes da Companhia City of S. Paulo Improvements and Freehold Land Co. Ltda. assumir o loteamento das terras, batizou com este nome em homenagem à sua esposa, e só depois de muito tempo o nome passou a representar o continente também.
O sucesso do Jardim América levou ao lançamento, em 1922, do projeto para o Jardim Europa, seguindo as mesmas diretrizes urbanísticas, na continuação do terreno em direção ao rio Pinheiros. O projeto, neste caso, foi assinado pelo engenheiro-arquiteto carioca Hipólito Gustavo Pujol Júnior. O terreno, originalmente alagadiço, apresentou-se adequado à especulação imobiliária depois da retificação do Pinheiros, na década de 1920.
Ainda na década de 1920, foi feito o loteamento do Jardim Paulista, em terras pertencentes às famílias Pamplona e Paim, nas terras acima do Jardim América, até a Avenida Paulista. Diferente do bairro vizinho, o Jardim Paulista nasceu com propósito residencial e foi urbanizado com ruas de traçado retilíneo, que se cruzavam apenas em ângulos retos. Além disso, em vez de nomes de países da América ou da Europa, as alamedas deste loteamento receberam nomes de localidades do interior paulista. O bairro foi ocupado por famílias de classe média alta.
Na mesma época foram loteados também os terrenos a oeste e noroeste do Jardim Europa, pertencentes às famílias Matarazzo e Melão. Esses lotes deram origem ao Jardim Paulistano. Sem ser assinado por um grande urbanista, o planejamento urbano da região manteve o padrão de grandes áreas verdes e construções de luxo.

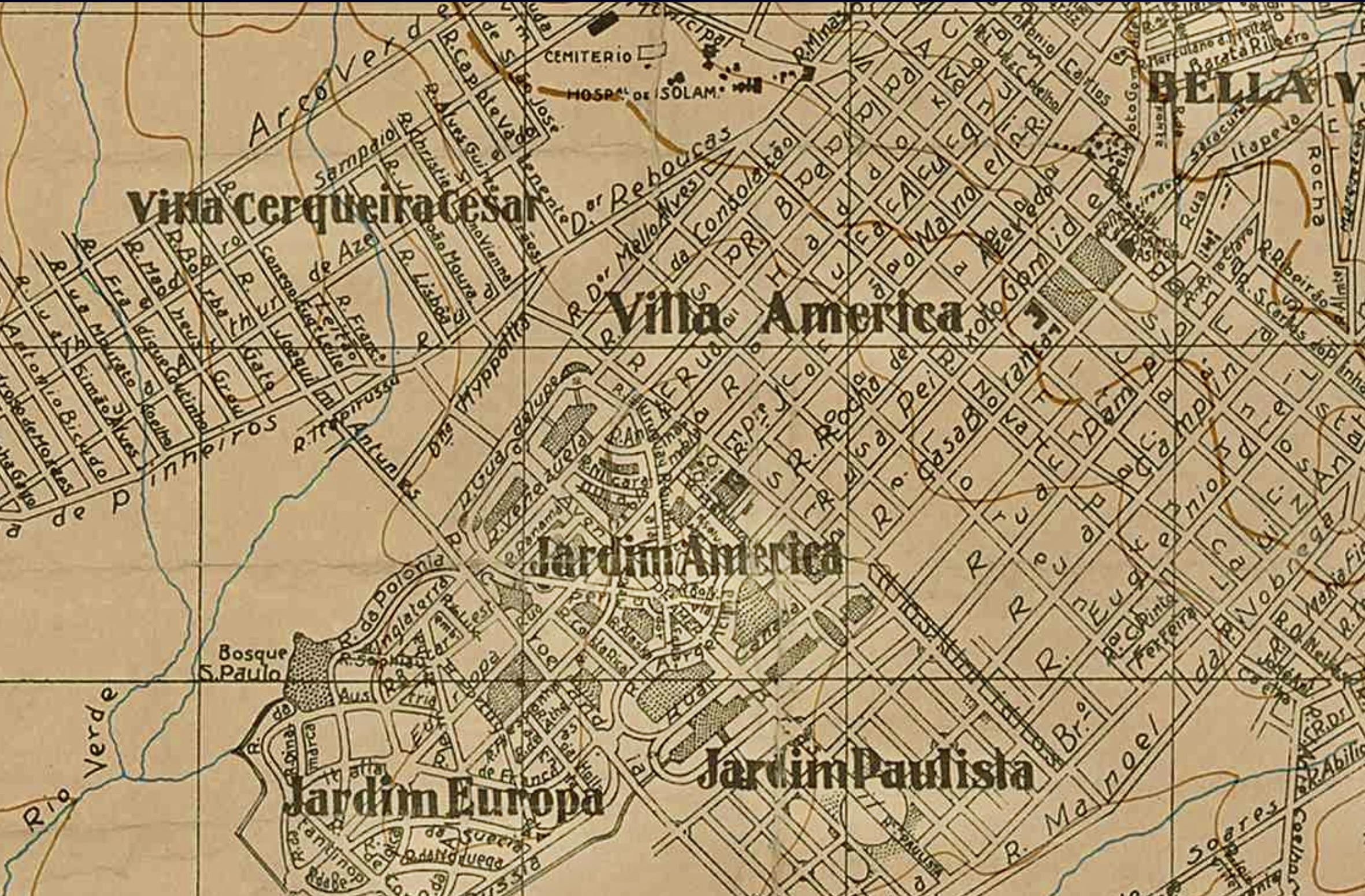
Mapa da cidade em 1929 onde vemos a Villa Cerqueira César, o Jardim América, o Jardim Europa, o Jardim Paulista, além da extinta Villa América.

No ano de 1986, os quatro bairros-jardins, juntamente com a tradicional Sociedade Harmonia de Tênis, foram tombados pelo CONDEPHAAT em virtude de serem a primeira experiência de urbanização pelo modo cidade-jardim no país. O Tombamento dos Jardins incidiu sobre o traçado urbano, a vegetação e as linhas demarcatórias dos lotes. Já o clube em questão recebeu o destaque por sua arquitetura inovadora, que explorou ao máximo o visual dos jardins circundados pelo terreno. 

### Cenário da teledramaturgia, cinema e imprensa
A região é um cenário popular em diversas produções culturais, incluindo novelas e filmes, devido à sua beleza e importância cultural. Essas produções não apenas utilizam os Jardins como pano de fundo, mas também exploram as dinâmicas sociais e urbanas da cidade, oferecendo ao público uma visão rica e multifacetada da vida em São Paulo. 
Representa nas tramas o local de residência dos núcleos de personagens mais bem-sucedidos, por exemplo, pode-se citar as novelas, principalmente da Rede Globo: A Próxima Atração de Walter Negrão, Caras & Bocas, Verdades Secretas e Sete Pecados (do autor Walcyr Carrasco), Família É Tudo de Daniel Ortiz, Dancin' Days (1979) de Gilberto Braga, Anjo Mau de Maria Adelaide Amaral, Ciranda de Pedra (1981) de Teixeira Filho, Ciranda de Pedra (2008) de Alcides Nogueira, Rainha da Sucata,A Próxima Vítima (1995) e Passione (de Silvio de Abreu),, Ti Ti Ti ambas versões de 1985 e 2010 de Cassiano Gabus Mendes e Maria Adelaide Amaral respectivamente; também foi citada na sitcom Sai de Baixo e na minissérie "Anarquistas, Graças a Deus" de Walter George Durst. Um dos episódios da série Os Simpsons chamado "Você não precisa viver como um árbitro", onde o núcleo central viaja ao Brasil durante a Copa do Mundo de Futebol e foi ao ar nos Estados Unidos no dia 30 de abril de 2024. Durante a estadia em São Paulo, os Simpsons jantam no famoso restaurante Figueira Rubaiyat, conhecido por sua grande figueira no meio do salão. Embora o nome do restaurante não seja mencionado explicitamente no episódio, a representação é bastante clara.
Os bairros de Jardim Paulista, Jardim América e Jardim Europa são citados no jogo de tabuleiro Monopoly, conhecido no Brasil como Banco Imobiliário e em Portugal, Monopólio, jogo que destaca bairros e locais de alto padrão que simbolizam riqueza e status em diferentes nações ao redor do mundo.
Muitos dos crimes mais emblemáticos do país ocorreram nesta localidade, por exemplo os assassinatos de Carlos Marighella, Ubiratan Guimarães, de Henning Albert Boilesen, de Aparício Basílio da Silva, de José Sampaio Moreira, do casal Jorge  e Maria Cecília Bouchabki, de Roberto Lee, suicídio de Luiz Carlos Leonardo Tjurs e o sequestro de Celso Daniel.
A rua é conhecida também por ser, ou ter sido a residência de alguns dos mais conhecidos políticos brasileiros, como Celso Pitta, Dilson Funaro, Mario Covas, Herbert Levy, Paulo Maluf, Gilberto Kassab, Guilherme Afif Domingos, Marta Suplicy e Orestes Quércia.

## Atualidade
A história da região dos Jardins é marcada por um desenvolvimento urbano planejado, que visava criar um ambiente luxuoso e verde para seus moradores. Hoje, é uma das áreas mais valorizadas e desejadas de São Paulo, oferecendo uma combinação única de cultura, história e qualidade de vida. Mas o bairro também virou sinônimo de old money, por conta de suas características mais clássicas, enquanto os novos ricos vêm ficando em bairros vizinhos (Itaim Bibi, Vila Olímpia e Moema) ou em outras regiões, como Alphaville e Granja Viana. 

### Comércio de luxo
É considerada um dos principais pontos turísticos do município, devido à presença de lojas de alta-costura, sobretudo no entorno da Rua Oscar Freire. Em 2008, a Mystery Shopping International - empresa conhecida internacionalmente pela pesquisa de clientes, elegeu a via como a oitava melhor rua de comércio de luxo do mundo, à frente de logradouros como a Champs-Élysées, em Paris e a praça do Casino, em Mônaco. Nela estão localizadas as famosas grifes como La Perla, Le Lis Blanc, Tommy Hilfiger, Forum, Osklen, Camper, H. Stern, Ellus, Timberland, Adidas, Ana Capri, Animale, Arezzo, Audi, Havaianas, H. Stern e muitas outras. Em algumas de suas vias vizinhas, como a Rua Haddock Lobo, é possível encontrar lojas como: Dior, Diesel, Versace, Alexandre Herchcovitch e Giorgio Armani ou os cobiçados produtos das marcas Louis Vuitton, Montblanc e Bang & Olufsen. Recentemente, o segmento de fast-fashion desembarcou na região, com destaque para Riachuelo e Forever 21.  estando frequentemente na primeira posição a nível nacional.
A Avenida Europa, localizada no bairro homônimo, é conhecida por apresentar diversas concessionárias de carros esportivos de luxo, tais como: BMW, Mercedes-Benz, Lamborghini, Porsche, Jaguar, Bentley e Aston Martin. Havendo um intenso trafego destes veículos aos finais de semana nas vias deste bairro. Na Avenida Paulista encontra-se o Conjunto Nacional, importante edifício residencial e comercial, inaugurado em 1956 foi um dos primeiros edifícios multifuncionais do município e um dos primeiros shopping centers da América Latina. É lá também que se encontra a Livraria Cultura, considerada a maior livraria da América Latina. A Rua Augusta reúne um comércio variado, com bares, lanchonetes e casas noturnas. Ali situa-se a Galeria Ouro Fino que possui lojas alternativas. No Jardim Paulistano encontra-se o luxuoso Shopping Iguatemi, apresentando as lojas da Tiffany & Co. e Burberry, sendo um dos pioneiros do país, destinado a classe AAA. Além deste, há o Jardim Pamplona Shopping, Shops Jardins, Pateo Jardins, Galeria Jardins e o Vitrine Iguatemi.
Bares, cafés e restaurantes de culinária estrangeira e nacional listados no Guia Michelin como o Figueira Rubaiyat. A região é também um importante centro hoteleiro. Hotéis de luxo (cinco estrelas) estão na região, como: Renaissance, Tivoli Mofarrej, Unique, Mercure, Emiliano e Fasano. Além destes setores do comércio, apresenta antiquários, lojas de móveis, dentre outros estabelecimentos.

### Cultura
Os Jardins são um verdadeiro polo cultural. Entre os  atrativos culturais, tais como: o Museu de Imagem e do Som, Museu Brasileiro da Esculturae Fundação Cultural Ema Gordon Klabin todos situados no Jardim Europa, e Museu da Casa Brasileira no Jardim Paulistano, Centro Cultural Fiesp na Avenida Paulista, Teatro Procópio Ferreira, Teatro Renaissance, Teatro Eva Herz, Teatro Popular do SESI, Teatro Anne Frank, Teatro Unimed, Teatro Clube Pinheiros, Teatro Arthur Rubinstein, Casa de Thundera e o Reserva Cultural. 
Seu território apresenta a maior concentração de consulados gerais e honorários do município, tais como: Espanha, Costa Rica, Peru, Bangladesh, Venezuela, China, Portugal, México, Rússia, França, Alemanha, Índia, Dinamarca, Uruguai e Paraguai.
Os bairros possuem uma expressiva comunidade judaica, tendo como exemplo desta o clube "A Hebraica", um dos grandes clubes do município, que está localizado no Jardim Paulistano. Abriga diversas igrejas que são importantes tanto do ponto de vista histórico quanto arquitetônico, como: a Paróquia Nossa Senhora do Brasil, construída em 1940, famosa por sua arquitetura barroca e interiores ricamente decorados, é um dos pontos religiosos mais conhecidos e visitados da cidade. Ela não só serve à comunidade local, mas também atrai turistas e fiéis de diversas partes do país. A igreja é um local popular para casamentos devido ao seu ambiente aconchegante e clássico; Igreja Presbiteriana Jardim das Oliveiras, fundada em 1962, é um importante local de culto que demonstra a implantação do Protestantismo na capital paulista, através de um de seus ramos o Presbiterianismo.
Possui clubes tradicionais, áreas privadas destinadas ao convívio social e à pratica de esportes, como: o Clube Atlético Paulistano, o Club Homs, a Sociedade Harmonia de Tênis e o Esporte Clube Pinheiros, frequentados por selecionados associados.

### Urbanismo e qualidade de vida
A região possui vias sinuosas, repletas de bifurcações e rotatórias no caso dos Jardim Europa e Jardim América. Já no Jardim Paulistano, Jardim Paulista  e Cerqueira César as ruas são retas e verticais, e os Cruzamento são em ângulo de 90º, em sua imensa maioria, são vias de mão-única intercaladas com poucas vagas de estacionamento delimitadas pela Zona Azul.
O Jardim Europa e Jardim América são formados majoritariamente por residências horizontais de alto padrão. Já o Jardim Paulista e Cerqueira César, bairros vizinhos, destacam-se por uma maior verticalização e desenvolvimento comercial, apresentando edifícios de luxo e suas coberturas, flats e hotéis luxuosos - principalmente por abrigarem as avenidas Paulista, Rebouças e as ruas Oscar Freire, Haddock Lobo, Bela Cintra e Augusta, algumas das mais movimentadas do município.
No bairro de Cerqueira César estão o Colégio Dante Alighieri, o Conjunto Nacional e o único parque da região e o Parque Trianon. No Jardim Paulista estão o edifício sede da FIESP, sede do Grupo Pão de Açúcar, sede do Enjoei, o Citibank Brasil e o Banco Mercantil do Brasil. E no Jardim Paulistano (Avenida Faria Lima e cercanias) encontram-se  a St. Paul's School, as sedes: da Camargo Correa, da Marfig, da Even, da BRF, da Multilaser e da Bradesco Investimentos.
Há duas associações de moradores que trabalham pela conservação da região, são elas: a Sociedade Amigos e Moradores do Bairro Cerqueira César– Jardins e Consolação e Associação Ame Jardins. Em 2015 houve debates ao redor da Lei de Zoneamento com os moradores dos Jardins, em que foi discutida a questão das Zonas Exclusivamente Residenciais (ZER). O conflito se deu porque a Zona de Corredores Comerciais (ZCor) permitiu o comércio em algumas ruas de regiões puramente residenciais dos Jardins.
O Mapa da Desigualdade 2022 de São Paulo, elaborado pela Rede Nossa São Paulo e o Instituto Cidades Sustentáveis, estudo que compara e toma como base vários indicadores de 96 distritos da capital, mostrou que um morador da região tem expectativa de vida de 80 anos. Contudo, no Iguatemi, distrito na zona leste, esse índice cai para 59,3 anos, e a média da cidade fica em 68 anos.

### Transporte público
Em relação ao Transporte público, os ônibus municipais circulam pela maioria de suas avenidas e por algumas ruas comerciais, tais como as avenidas Paulista, Rebouças, Brig. Luís Antônio, Brasil e Rua Augusta. Os Jardins contam ainda com três estações do Metrô: Trianon-Masp e Consolação da Linha 2-Verde, que dão acesso à Avenida Paulista e a estação Oscar Freire da Linha 4-Amarela. Ela fica localizada na Avenida Rebouças, na esquina com a Rua Oscar Freire. A estação Consolação é ligada a Linha-4 Amarela pela estação Paulista, que fica na Rua da Consolação.